# Kanton Donzenac
Der Kanton Donzenac war von 1790 bis 2015 ein französischer Wahlkreis im Département Corrèze und in der damaligen Region Limousin. Er umfasste sechs Gemeinden im Arrondissement Brive-la-Gaillarde; sein Hauptort (frz.: chef-lieu) war Donzenac. Die landesweiten Änderungen in der Zusammensetzung der Kantone brachten im März 2015 seine Auflösung.

## Gemeinden
| Gemeinde                 | Einwohner (Stand: 2022) | Code postal | Code Insee |
| ------------------------ | ----------------------- | ----------- | ---------- |
| Allassac                 | 4050                    | 19240       | 19005      |
| Donzenac                 | 2714                    | 19270       | 19072      |
| Sadroc                   | 1000                    | 19270       | 19178      |
| Sainte-Féréole           | 2060                    | 19270       | 19202      |
| Saint-Pardoux-l’Ortigier | 486                     | 19270       | 19234      |
| Saint-Viance             | 1888                    | 19240       | 19246      |